# Marc Cerboni
Marc Cerboni, né le 20 octobre 1955 à Nice et mort le 2 décembre 1990 à Saint-Étienne-de-Tinée, est un escrimeur français maniant le fleuret. Il trouve la mort de façon dramatique, pris dans une avalanche alors qu'il effectuait du ski hors piste avec un groupe de randonneurs.

## Carrière
Marc Cerboni participe à l'épreuve par équipes de fleuret des Jeux olympiques d'été de 1984 à Los Angeles et remporte la médaille de bronze.

## Vie personnelle
Marc Cerboni est marié à Anne Cerboni née Crowley avec qui il a eu deux enfants, Adrien Cerboni né en 1985 et Laura Cerboni née en 1987.